# FC 발처스
FC 발처스(독일어: FC Balzers)는 발처스를 연고로 하는 리히텐슈타인의 축구 클럽이다. 현재는 스위스의 4부 축구 리그인 스위스 1. 리가에 참가하고 있다.

## 성적
- 리히텐슈타인 컵 11회 우승 (1964, 1973, 1979, 1981, 1982, 1983, 1984, 1989, 1991, 1993, 1997)

## 선수 명단

### 현역
참고: FIFA 자격 규정에 따라 소속된 국가대표팀 국기를 표시합니다. 선수는 복수의 FIFA 비회원국 국적을 가지고 있을 수 있습니다.
| 번호 | 포지션 | 국적 | 이름          |
| ---- | ------ | ---- | ------------- |
| 17   | MF     |      | 에미르 무라티 |

| 번호 | 포지션 | 국적 | 이름              |
| ---- | ------ | ---- | ----------------- |
| 19   | MF     |      | 다리오 클라사돈테 |

## 역대 감독
| 감독          | 임기        |
| ------------- | ----------- |
| 마리오 프리크 | 2012 ~ 2017 |

틀:FC 발처스 선수 명단